# Bienvenidos a Edén
Bienvenidos a Edén (ou Bienvenue à Éden au Québec) est une série télévisée espagnole créée par Joaquín Górriz et Guillermo López et diffusée entre le 6 mai 2022 et le 21 avril 2023 sur Netflix.

## Synopsis
Une centaine de jeunes sont anonymement invités à une fête sur une île appelée « Edén » où cette dernière est en fait un groupuscule comparable à une secte. Le lendemain matin, cinq d'entre eux se réveillent sur place : tous les autres sont partis…

## Distribution

### Acteurs principaux
- Belinda (VF : Lou Howard) : África
- Amaia Salamanca (VF : Barbara Beretta) : Astrid
- Amaia Aberasturi (VF : Léopoldine Serre) : Zoa
- Tomy Aguilera (VF : Oscar Douieb) : Charly
- Diego Garisa (VF : Arnaud Laurent) : Ibón
- Albert Baró (en) (VF : Hervé Grull) : Aldo
- Berta Castañé (VF : Charlotte Hervieux) : Gabi
- Guillermo Pfening (es) (VF : Loïc Guingand) : Erick
- Lola Rodríguez (VF : Camille Donda) : Mayka
- Blanca Romero (en) (VF : Véronique Desmadryl) : Roberta
- Begoña Vargas (VF : Julia Boutteville) : Bel
- Sergio Momo (en) (VF : Aurélien Raynal) : Nico
- Ana Mena (VF : Jessica Monceau) : Judith
- Irene Dev (VF : Joséphine Ropion) : Alma
- Alex Pastrana (VF : Baptiste Mège) : Ulises
- Jonathan Maravilla Alonso (VF : Cédric Lemaire) : Saúl
- Ana Wagener (VF : Nathalie Gazdik) : Brisa
- Berta Vázquez (VF : Karine Foviau) : Claudia
- Dariam Coco (es) (VF : Marie Giraudon) : Eva
- Joan Pedrola (en) : Orson
- Claudia Trujillo : Brenda
- Carlos Soroa : Eloy

### Acteurs récurrents et invités
Introduits dans la première saison
- Jason Fernández (VF : David Dos Santos) : David
- César Mateo (VF : Benjamin Gasquet) : Lucas
- Martí Atance : Fran
- Oscar Foronda : Ernesto
- Max Sampietro: Isaac
- Josean Bengoetxea : Pete
- Pepa López : Glória
- Eudald Font : Luis
- Carlos Serrano Clark : Néstor
- Anna Alarcón : Nuria
- Lucia Guerrero : Danae
- Adrian Grösser : León

- Nona Sobo, popularisée par la série Entrevías, est également présente au casting de la saison 2[1].
Version française
  - Société de doublage : Iyuno Media Group
  - Direction artistique : Franck Louis
  - Adaptation des dialogues : Marie Jo Aznar et Melody Das Neves

 Source et légende : version française (VF) sur RS Doublage

## Production

### Développement
Bienvenidos a Edén est créé par Joaquín Górriz et Guillermo López. Elle est produite par Brutal Media,.
En février 2022, trois mois avant sa première, Netflix a renouvelé la série pour une deuxième saison.
En mars 2023, Netflix annonce la mise en ligne de la saison 2 pour le 21 avril 2023.
En juillet 2023, il est annoncé que la série n'aura pas de saison 3.

### Tournage
Le tournage a lieu en Espagne, principalement sur l'île de Lanzarote, ainsi que  dans la province de Teruel et San Sebastián.

### Fiche technique
Sauf indication contraire, les informations mentionnées dans cette section peuvent être confirmées par la base de données cinématographiques IMDb,  présente dans la section « Liens externes ».
- Titre original : Bienvenidos a Edén
- Titre québécois : Bienvenue à Éden
- Création : Joaquín Górriz et Guillermo López
- Réalisation : Daniel Benmayor et Menna Fité
- Scénario : Joaquín Gorriz et Guillermo López Sánchez
- Musique : Lucas Vidal
- Casting : Anna González
- Direction artistique : Philippe Mayanobe
- Costumes : Carol Atxukarro
- Photographie : Diego Dussuel
- Son : Diego Casares
- Montage : Alberto Gutiérrez, Luis Rico et Queralt González
- Production : Brutal Media
- Production déléguée : Carles Cambres et Jordi Parera
- Sociétés de production : Brutal Media
- Sociétés de distribution : Netflix
- Pays de production :  Espagne
- Langue originale : espagnol
- Format : couleur
- Genre : thriller, drame, suspense
- Durée : 36-46 minutes
- Date de première diffusion :
  - Monde: 6 mai 2022 sur Netflix
- Classification : déconseillé aux moins de 16 ans

## Épisodes
| Saisons | Saisons | Épisodes | Diffusion originale |
| ------- | ------- | -------- | ------------------- |
|         | 1       | 8        | 6 mai 2022          |
|         | 2       | 8        | 21 avril 2023       |

### Première saison (2022)
1. Le Voyage de ta vie (El viaje de tu vida)
2. Évaluation (Evaluación)
3. Fête d'adieu (Fiesta de despedida)
4. L'Autre Rive (La otra orilla)
5. L'Orage (Tormenta)
6. Rébellion (Rebelión)
7. Lilith (Lilith)
8. Le Voyage de retour (El viaje de vuelta)

### Deuxième saison (2023)
1. En enfer (Infierno)
2. Bleu (Azul)
3. Le comité (Comité)
4. Secondes chances (Segundas oportunidades)
5. Le Nouvel Éden (El Nuevo Edén)
6. Au-delà des étoiles (Sobre las estrellas)
7. Le serpent (Serpiente)
8. Premier contact (Primer contacto)